# NGC 6267
NGC 6267 (другие обозначения — UGC 10628, MCG 4-40-9, ZWG 139.25, IRAS16560+2303, PGC 59340) — спиральная галактика с перемычкой (SBc) в созвездии Геркулес.
Этот объект входит в число перечисленных в оригинальной редакции «Нового общего каталога».